# Yigal Kopinsky
Yigal Kopinsky (16 oktober 1985) is een judoka uit Suriname.
Op de Olympische Zomerspelen van Rio de Janeiro in 2016 kwam Kopinsky voor Suriname uit op het onderdeel judo - klasse tot 66 kilogram.